# Cryptocentroides gobioides
Cryptocentroides gobioides är en fiskart som först beskrevs av Ogilby, 1886.  Cryptocentroides gobioides ingår i släktet Cryptocentroides och familjen smörbultsfiskar. Inga underarter finns listade i Catalogue of Life.